# Трансильванське князівство (1570—1711)
Трансильванське князівство або Семигородське князівство (угор. Erdélyi Fejedelemség, лат. Principatus Transsilvaniae, рум. Principatul Transilvaniei, нім. Fürstentum Siebenbürgen) — васальне князівство Османської імперії, яке існувало з 1570 по 1711 роки на території Трансильванії. Його територія, крім земель Трансильванського воєводства, так само включало східну частину Угорщини — так званий Парціум. Створення князівства пов'язано з Шпаєрською угодою, однак значною мірою у формуванні образу Трансильванської монархії мав статус князя Стефана Баторія як короля Речі Посполитої. Трансильванське князівство, як правило, було під верховенством Османській імперії, однак князівство часто мало подвійну васальну залежність (Османських султанів і Габсбургзьких угорських королів) в XVI і XVII століттях.
Трансильванське князівство було символом виживання угорської державності, угорських інтересів проти Габсбурзьких посягань в часи панування Габсбургами королівством Угорщина. Всі традиційні угорські закони залишалися послідовно та неухильно в князівстві. Після неврегульованості періоду війни Ракоці за незалежність, князівство стало частиною Габсбурзької монархії.

## Історія

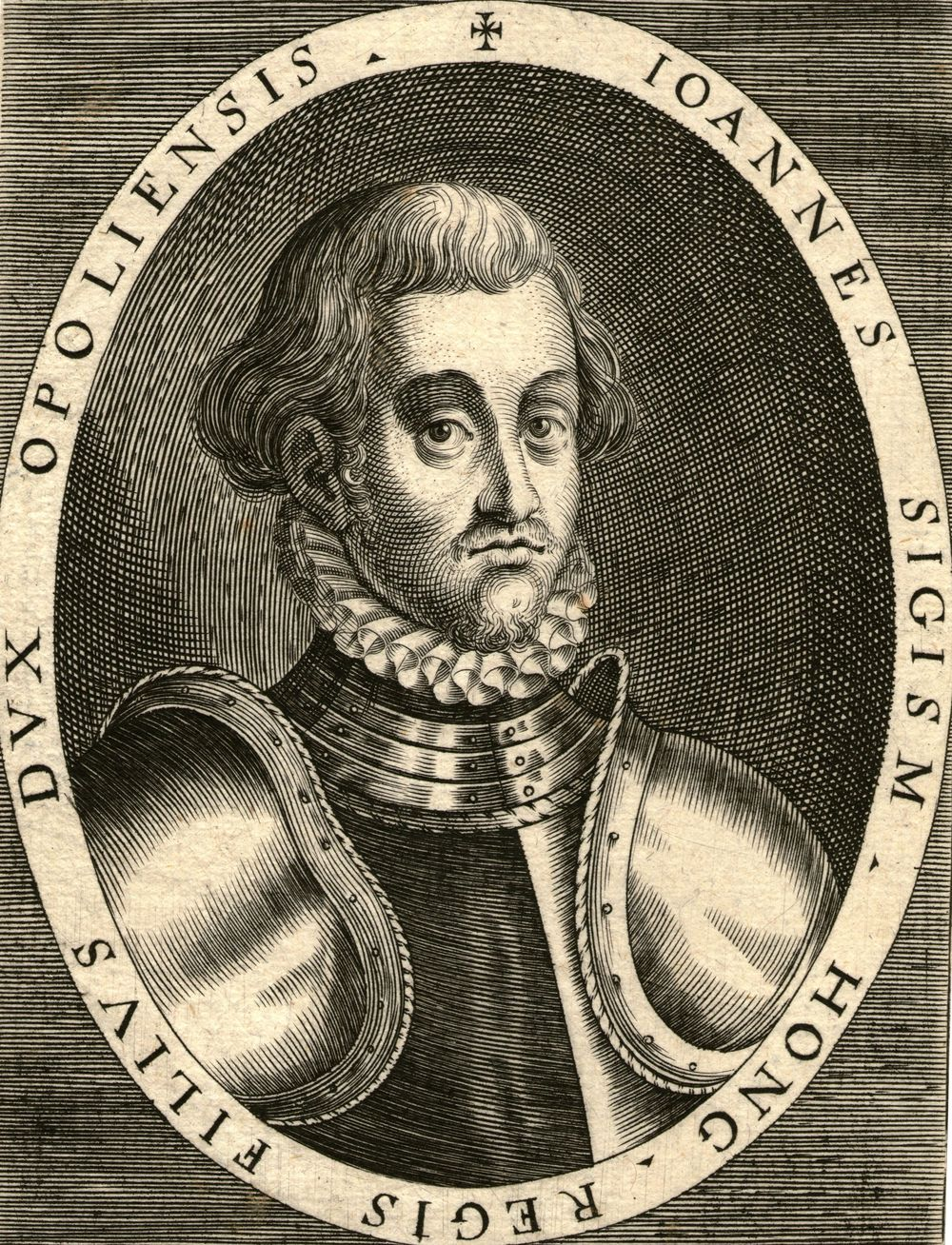
Янош II Жигмонд

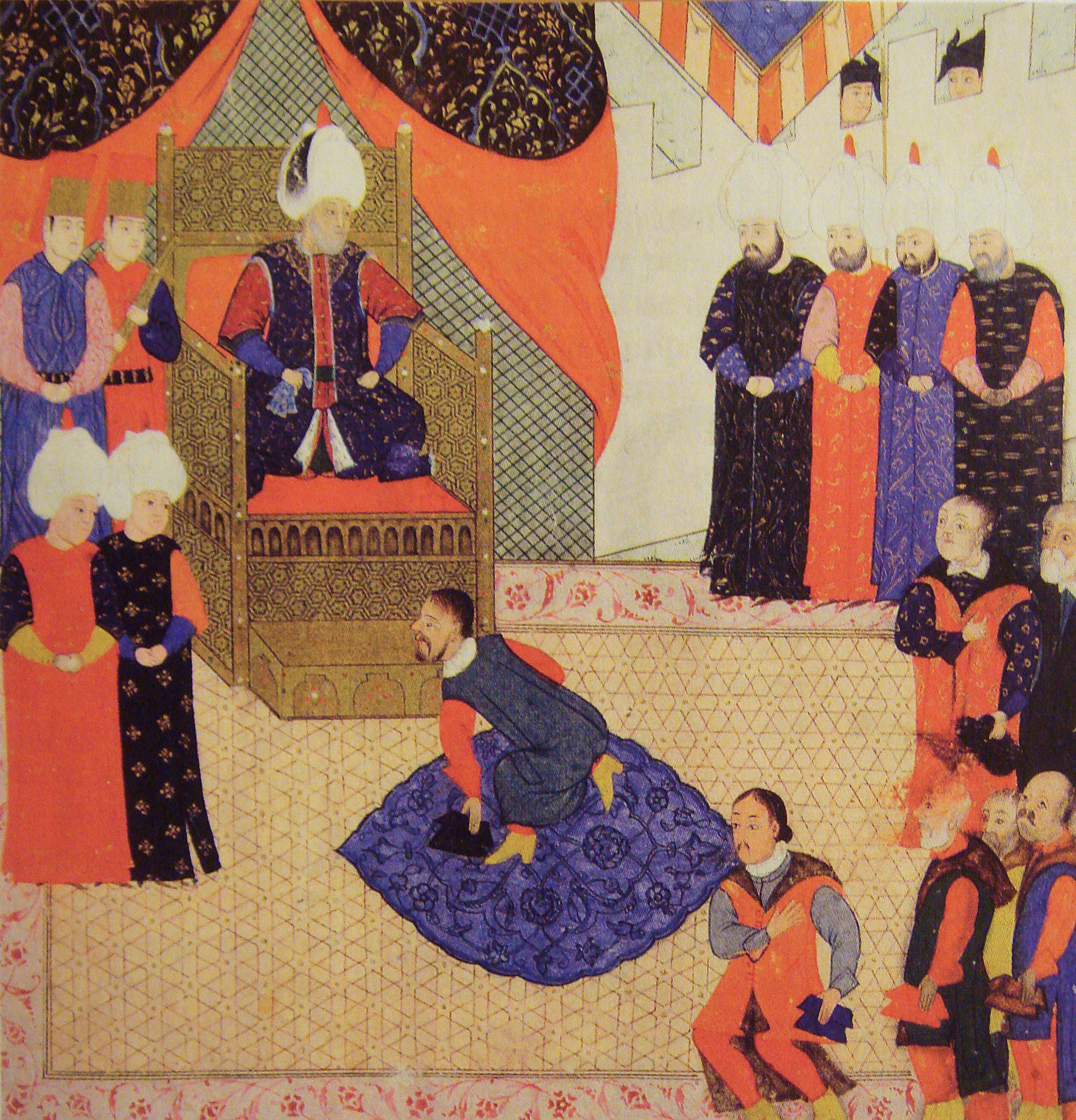
Янош II Жигмонд вклоняється перед Сулейманом Пишним в 1556 році, турецька мініатюра

Трансильванське князівство було утворено в 1570 році, коли Янош II Жигмонд відмовився від своїх претензій на угорський престол за умовами Шпаєрського договору і став князем Трансильванії. Договір також визнавав, що Трансильванське князівство залишалося у васальній залежності від Угорського королівства. Рід Баторі прийшов до влади в князівстві після кончини Яноша II 1571 року. Янош заповів свій трон своєму казначею, Каспару Бекешу, але аристократія не прийняла це рішення і вибрала Стефана Баторія як воєводу. Це призвело до короткої громадянської війні, яка закінчилася перемогою Баторія. Аж до 1602 року князівство знаходилося під сюзеренітетом османів, а потім (ненадовго) — Габсбургів. Прихід до влади Баторія ознаменував становлення князівства Трансильванія як напівнезалежної держави.
Молодий Стефан Баторій, перший сильний князь Трансильванії, угорський католик, згодом став королем Польщі і великим князем Литовським. Він зобов'язався не обмежувати релігійну свободу, видавши Турданський едикт, але з часом став інтерпретувати це зобов'язання у все більш вузькому сенсі. Останній правитель Трансильванії з роду Баторі — Жигмонд Баторі — вступив у союз зі Священною Римською імперією у війні проти турків.
У березні 1599 року трансильванський князь Жигмонд Баторі відмовився від княжого престолу на користь свого двоюрідного брата, Вармійського князя-єпископа і кардинала Анджея Баторі, ставленика Польщі. У жовтні 1599 року в битві під Шелімбере Анджей Баторій зазнав поразки від армії волоського господаря Михая Хороброго, який окупував Трансильванію.
У Трансильванії влада Михая з самого початку була дуже неміцною. Місцеві феодали побоювалися, що справа йде до засилля вихідців з Волощини і до зменшення їх власного впливу. Влаштувавши переворот, трансильванська шляхта вигнала представників Михая Хороброго і 4 лютого 1601 року знову обрала своїм князем Жигмонда Баторі, який до цього часу збирав нове військо під Коложваром.
Після 1601 року князівство короткий час було під владою імператора Рудольфа I, який ініціював германізацію населення, щоб повернути князівство в католицизм. У 1604–1606 роках угорський дворянин Іштван Бочкаї очолив успішне повстання проти австрійського панування. Іштван Бочкаї був обраний князем Трансильванії 5 квітня 1603 року. Він досяг з Священною Римською імперією миру за Віденським договором в 1606 році. За умовами миру Трансильванія отримала релігійну свободу і політичну самостійність, відновлення всіх конфіскованих маєтків, скасування всіх «неправедних» суджень, а також визнання Бочкаї як незалежного князя Трансильванії.
При наступниках Бочкаї Трансильванія пережила свою золоту добу, особливо в правління Габора Бетлена і Дьордя I Ракоці. Габор Бетлен, що правив з 1613 по 1629 роки, постійно зривав всі зусилля німецького імператора приєднати Трансильванію і завоював репутацію за кордоном, відстоюючи протестантизм. Три рази він вів війну з імператором, двічі він був проголошений королем Угорщини, а за результатами миру в Нікольсбурзі (31 грудня 1621 року) отримав підтвердження умов Віденського договору 1606 року, а також сім додаткових округів в північній Угорщині. Наступник Бетлена, Дьордь I Ракоці, також успішно пручався німецькому тиску. Його головним досягненням став Лінцький мир (16 вересня 1645 року), останній політичний тріумф угорського протестантизму, який знову подтвердив умови Віденського миру. Бетлен і Дьордь I Ракоці також багато зробили для освіти та культури, їх правління справедливо називають золотим століттям Трансильванії. Вони щедро виділяли гроші на прикрасу своєї столиці Алба-Юлії, яка стала головним оплотом протестантизму в Східній Європі. Під час їхнього правління Трансильванія також була однією з небагатьох європейських країн, де католики, кальвіністи, лютерани і унітарії жили у взаємній терпимості.
Падіння Надь Вараді (1660 рік) намітило період занепаду князівства Трансильванія: Габсбурги стали набувати все більший контроль над цією територією. Князь Янош Кемені проголосив незалежність Трансильванії від османів (квітень 1661 року) і звернувся за допомогою до Відня, але секретна німецько-османська угода привела лише до подальшого підвищенню впливу Габсбургів у князівстві. Після поразки Османської імперії в битві під Віднем в 1683 році Габсбурги поступово почали вводити свої закони на території раніше автономної Трансильванії. Наприкінці XVII століття Трансильванія була приєднана до імперії Габсбургів як частина Угорщини, місцеві правителі тепер обиралися з відома імператора. З 1711 року Габсбурги встановили повний контроль над Трансильванією, і князі були замінені губернаторами.

## Демографія

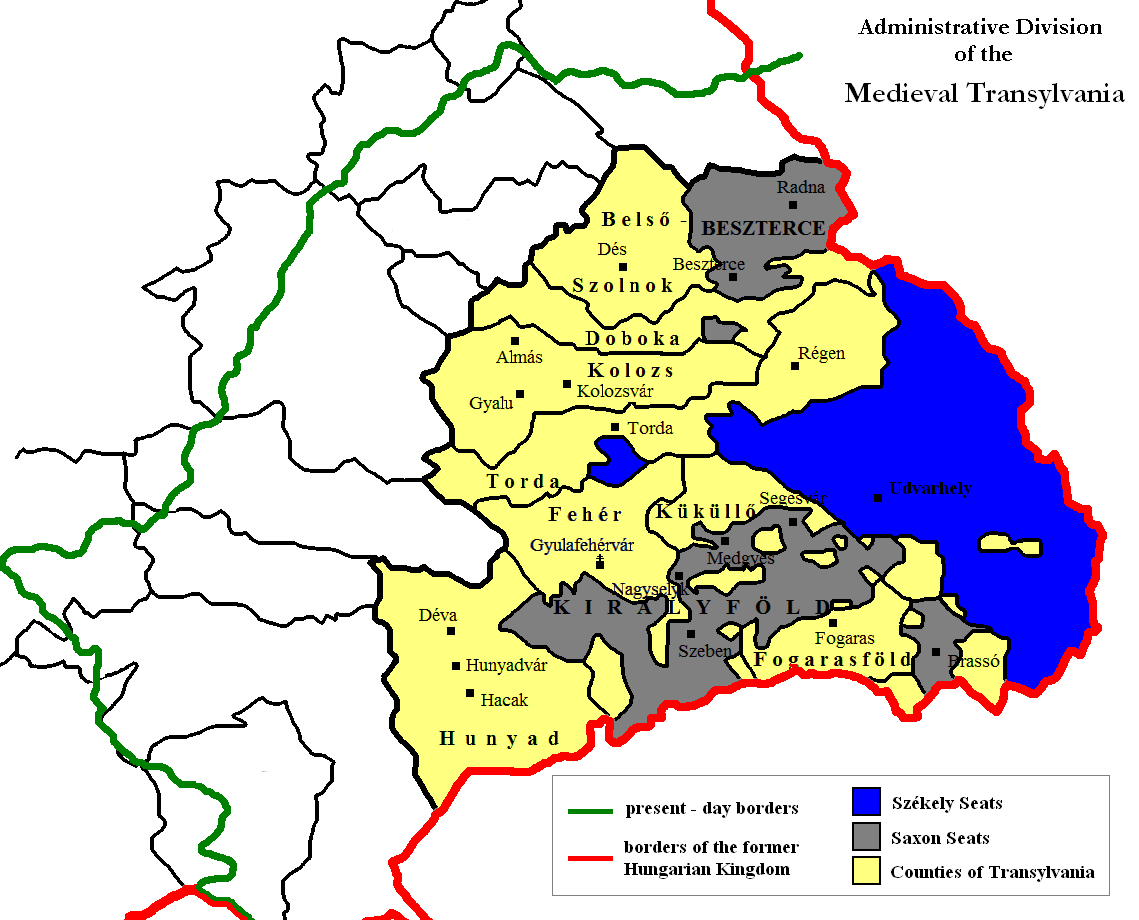
Етнічна мапа Трансильванії:
Секеї
Трансильванські сакси
Угорські та волоські(змішані) округи

До кінця XVI століття князівство налічувало понад 1 млн жителів: близько 560 тис. угорців, близько 330 тис. волохів (33 % населення; є свідчення джерела про 25 % в 1549—1573 рр.), близько 90 тис. німців (саксів, «сасів»), близько 85 тис. представників інших етнічних спільнот (в тому числі останки колись великої громади русинів-українців Трансильванії). У другій половині XVII ст.- початку XVIII ст. 45-50 % населення Трансильванського князівства становили мадяри, 10-15 % — німці, 30-40 % — волохи. До 1760 року частка волохів дорівнювала вже 60 %, за іншими підрахунками — 66,46 %. Згідно ж Джорджу Уайту, в 1600 році волохи, що були в основному селянами, уже становили більш ніж 60 відсотків населення. Ця теорія знаходить підтримку у Іона Арделяну, який заявляє, що румунськомовне населення представляло «переважну більшість» в період правління Михая Хороброго.
До 1660 року, згідно Міклошу Молнару, населення князівства становило 955 000 осіб (з урахуванням населення Парціума): з них 500 000 угорців (у тому числі 250 000 секеїв), 280 000 волохів, 90 000 саксів і 85 000 українців, сербів та представників інших національностей.
За Бенедеком Янчшо на початку 18-го століття в Трансильванії було 250 000 румунів, 150 000 угорців і 100 000 саксів.
Карой Кочіш і Естер Ходошіі стверджують, що угорці були переважальною етнічною групою до другої половини XVII століття, коли волохи стали більшістю. Згідно з їхніми дослідженнями, більшість населення Трансильванського князівства мало таку структуру населення: в 1595 році із загальної чисельності населення в 670 000 чоловік 52,2 % були угорцями, 28,4 % були волохами, 18,8 % — німцями; в 1720 році, із загальної чисельності населення в 806 221, 49,6 % були волохами, 37,2 % — угорцями, 12,4 % — німцями.

## Галерея

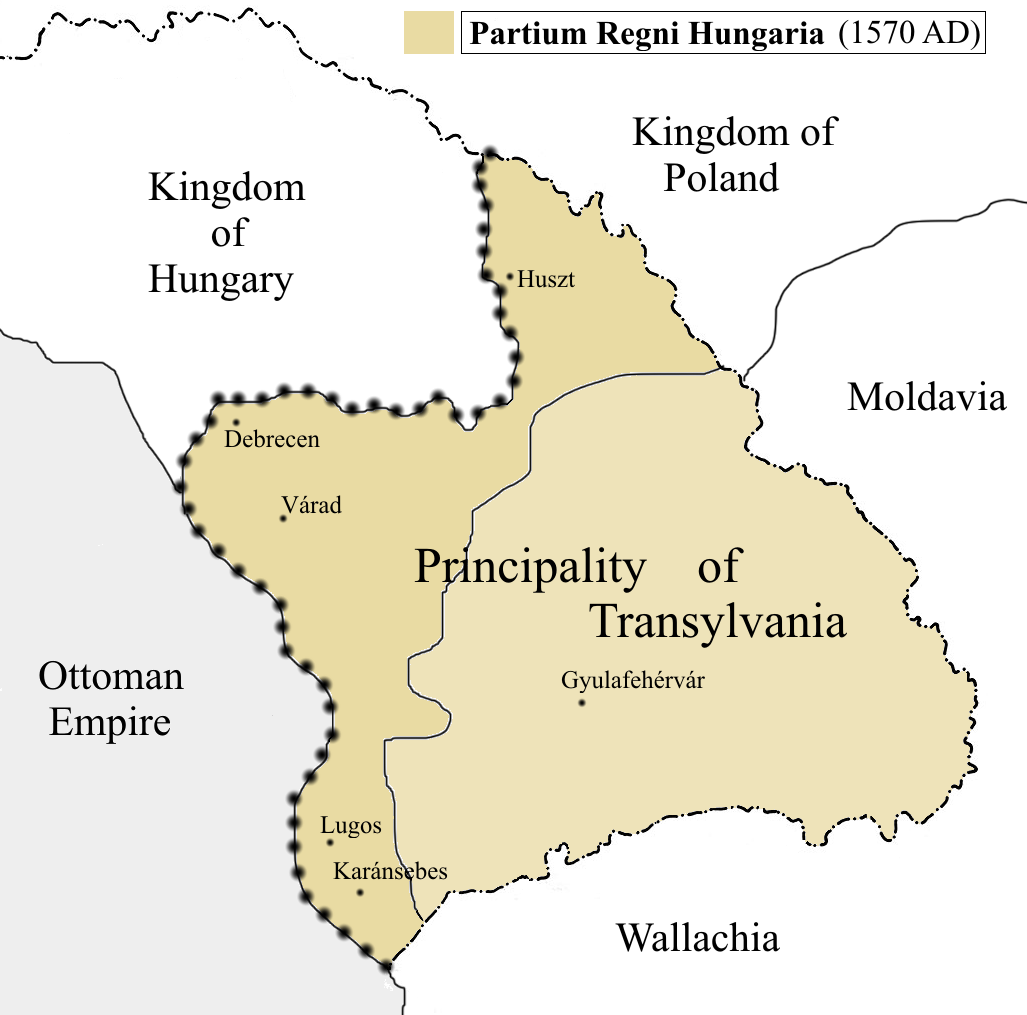
Трансильванське князівство, наступник Східно-Угорського королівства (1570). Парціум зображений у темний колір.
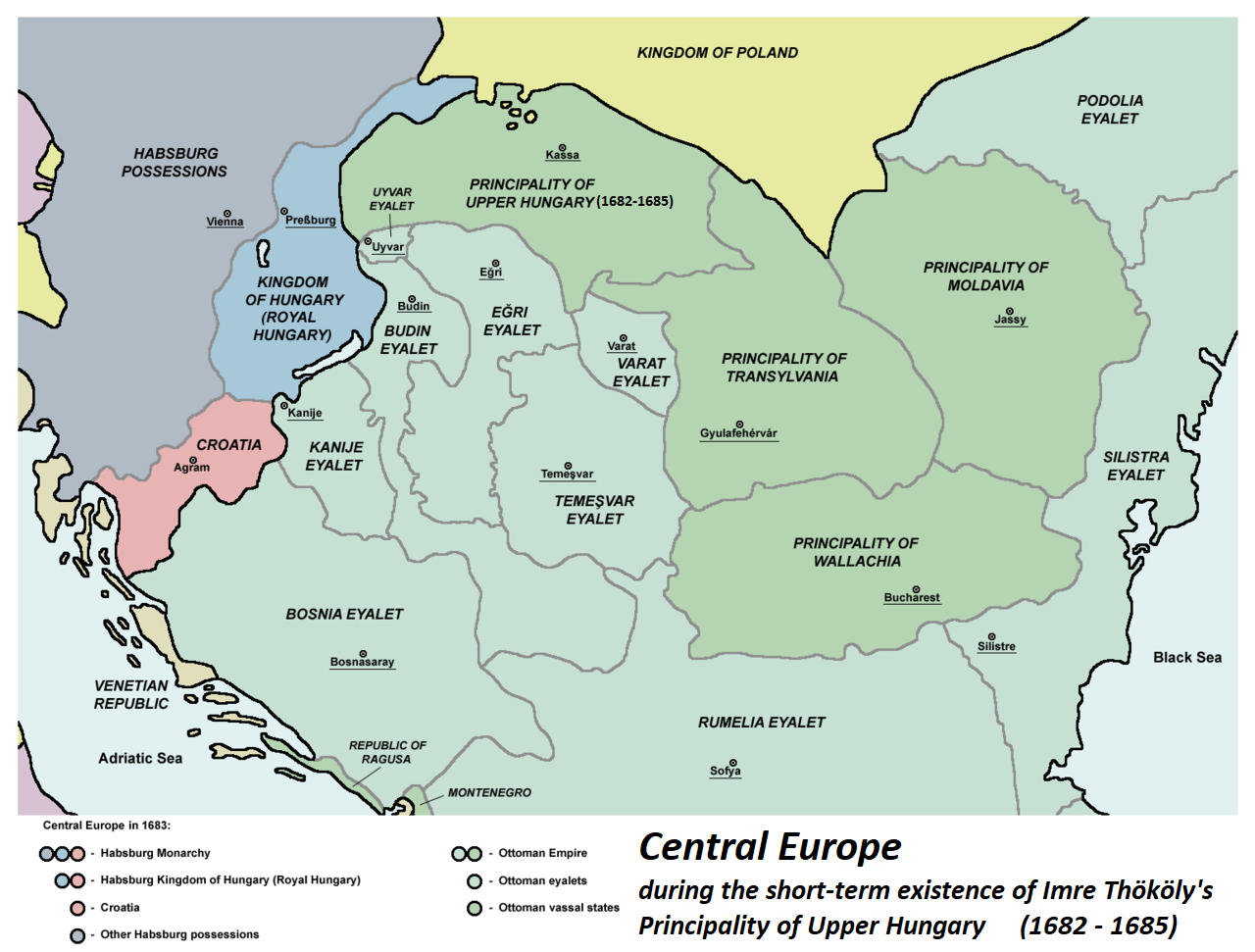
Розділ середньовічного Угорського королівства між Османською та  Габсбурзькою імперіями тривав більше 150 років[18] після Битви при Могачі (1526).
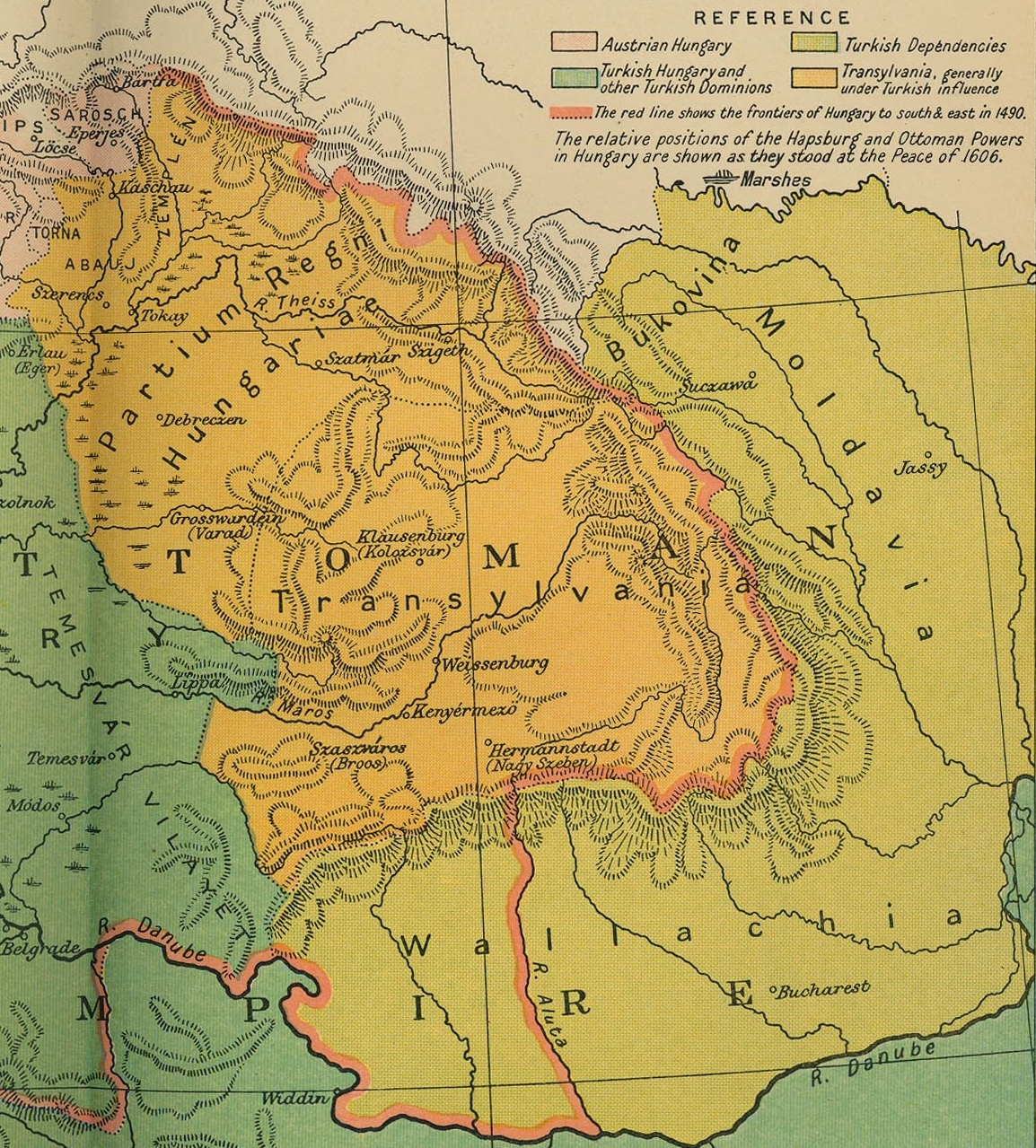
Трансильванське князівство в 1606 році.
Трансильванське князівство в 1606-1660 роках.
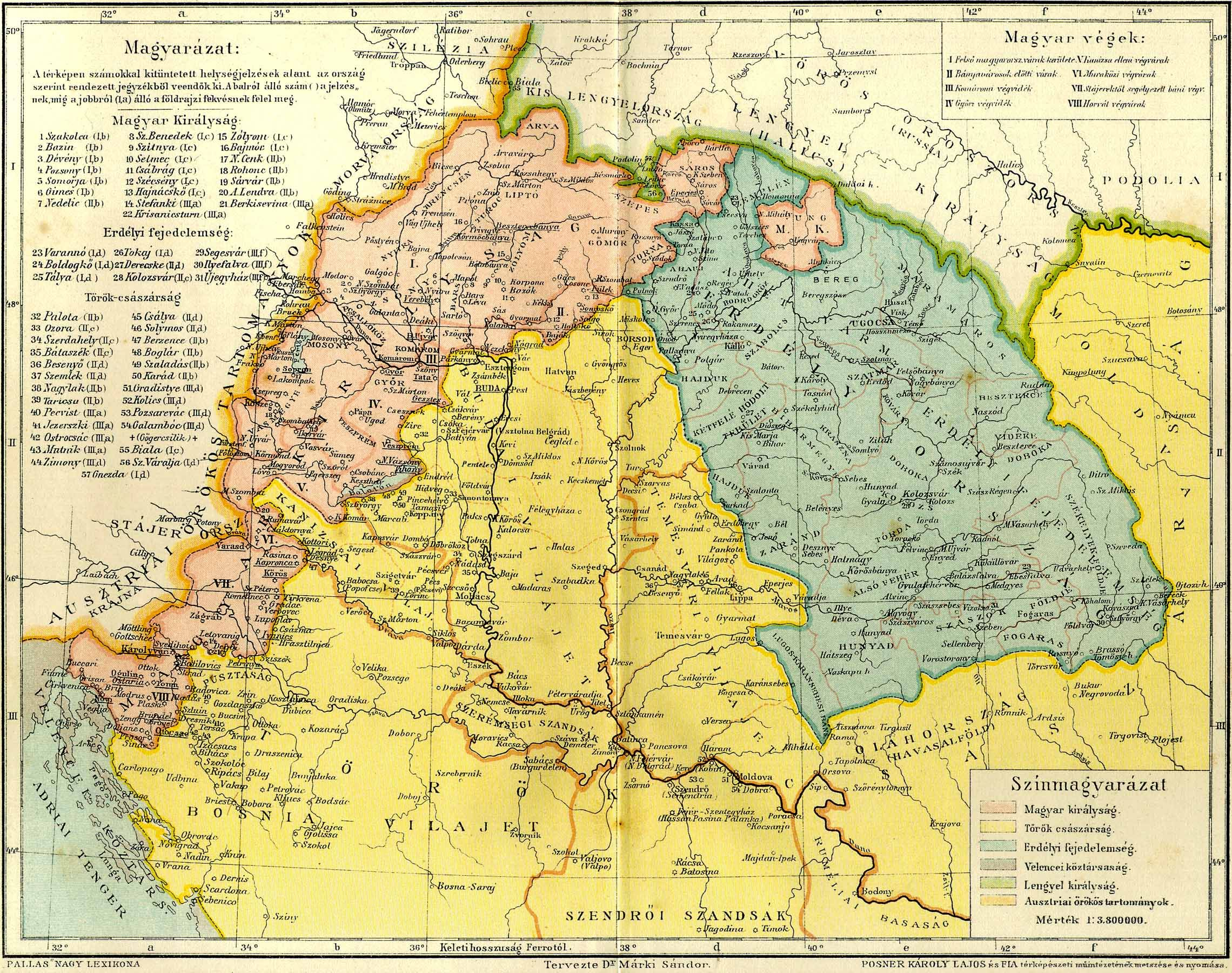
Трансильванське князівство в 1629 році.
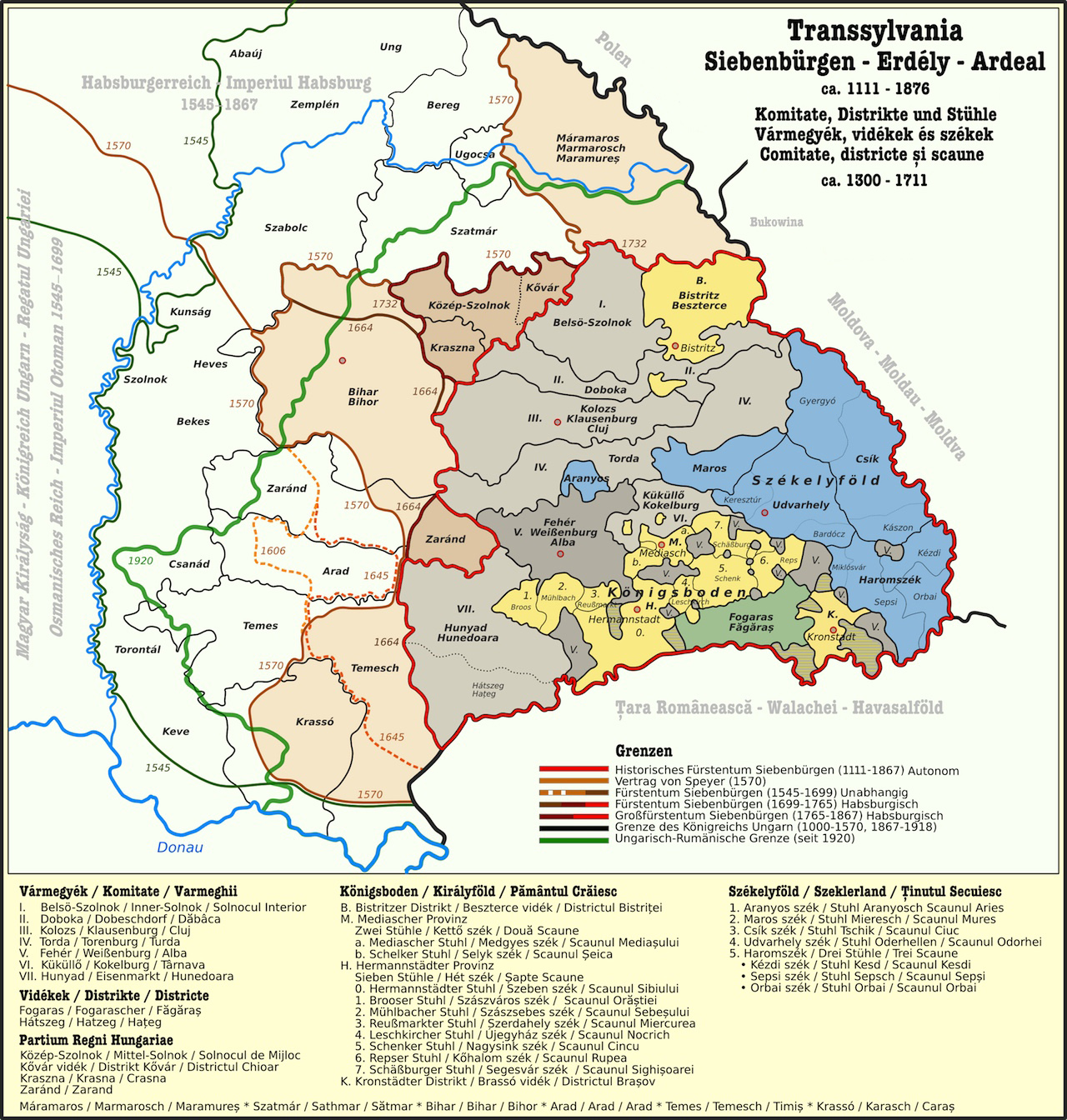
Мапа Трансильванії (1300-1867 рр.)

## Князі
1613—1629: Габор Бетлен